# (215841) Čimelice
(215841) Čimelice est un astéroïde de la ceinture principale.

## Description
(215841) Čimelice est un astéroïde de la ceinture principale. Il fut découvert le 6 février 2005 à l'observatoire Kleť par le projet KLENOT. Il présente une orbite caractérisée par un demi-grand axe de 2,33 UA, une excentricité de 0,14 et une inclinaison de 2,6° par rapport à l'écliptique.

## Compléments